# Alirio Sánchez
Alirio Sánchez – wenezuelski zapaśnik walczący w stylu klasycznym. Brązowy medalista igrzysk boliwaryjskich w 1981 roku.